# Greve Sogn

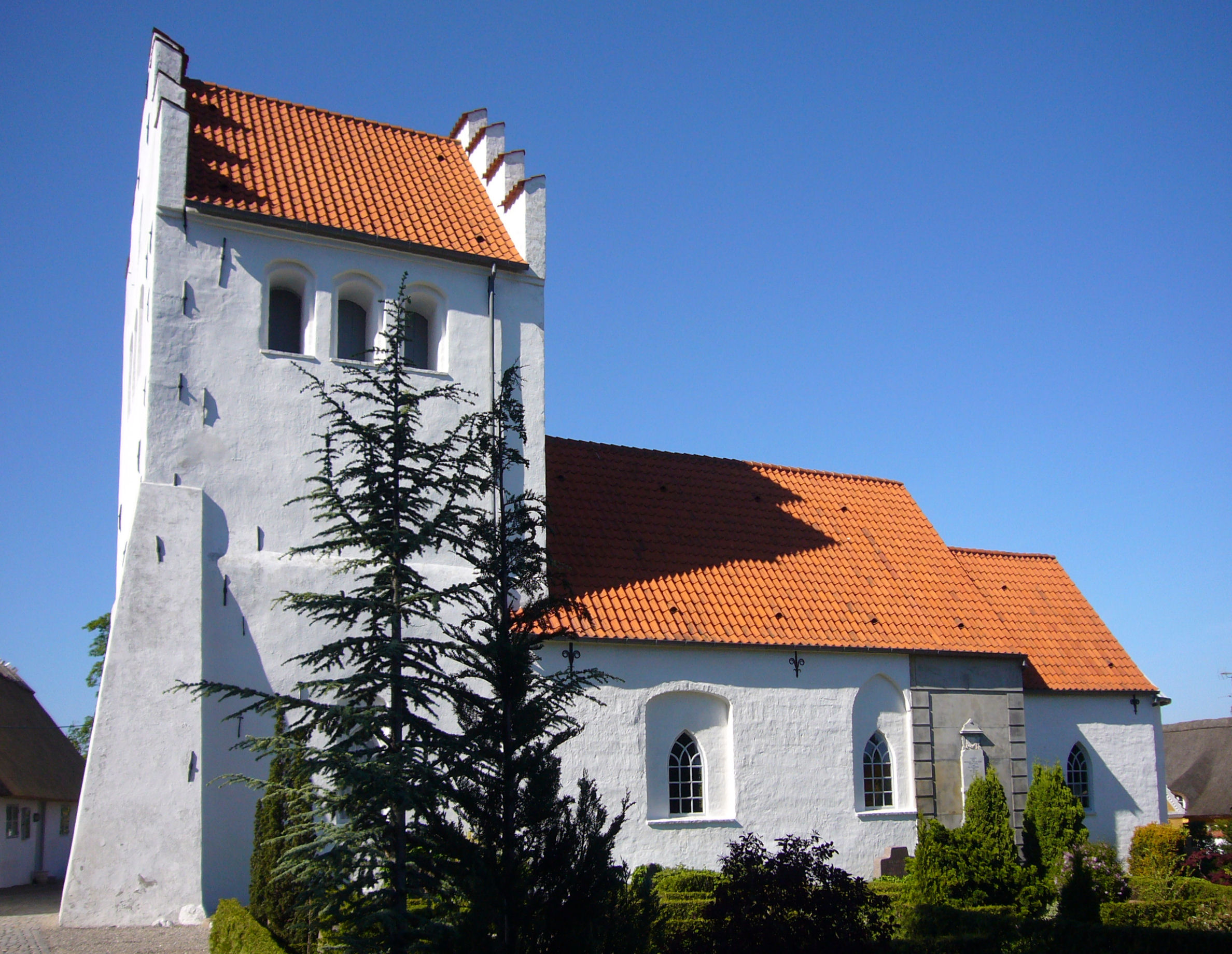
Greve Kirke

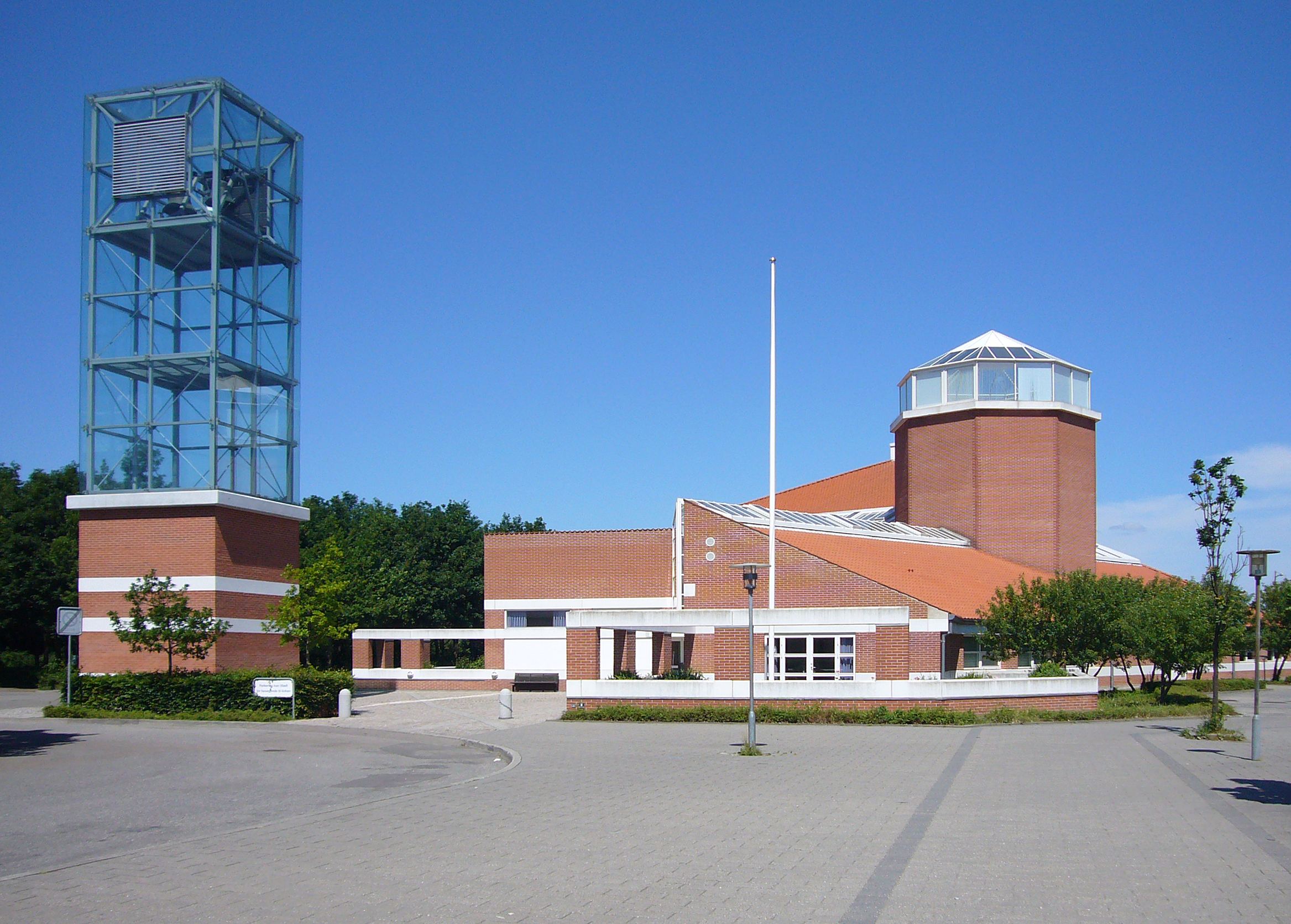
Johanneskirken

Greve Sogn ist eine Kirchspielsgemeinde (dän.: Sogn) in der Gemeinde Greve im Vorortbereich der dänischen Hauptstadt Kopenhagen. Bis 1970 gehörte sie zur Harde Tune Herred im damaligen Københavns Amt. Mit der Auflösung der Hardenstruktur wurde das Kirchspiel in die Kommune Greve im wieder neu gebildeten Roskilde Amt aufgenommen, diese blieb mit der Kommunalreform zum 1. Januar 2007 unverändert, gehört aber seitdem zur Region Sjælland.
Am 1. Januar 2023 lebten 11.117 Einwohner im Kirchspiel. Auf dem Gebiet der Gemeinde liegen die „Greve Kirke“ und die „Johanneskirken“.
Nachbargemeinden sind im Norden Kildebrønde, im Süden Karlslunde und Mosede, im Westen Tune und das auf dem Gebiet der Høje-Taastrup Kommune gelegene Kirchspiel Reerslev sowie im Norden auf dem Gebiet der Ishøj Kommune das Kirchspiel Torslunde.